# Hova (Madagaszkár)

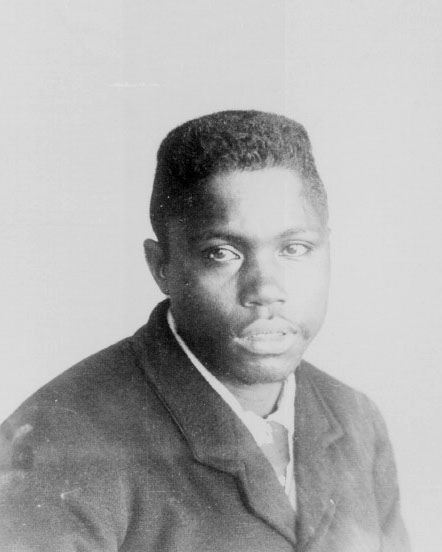
Egy hova férfi a Merina népből 1896-ban

A hova vagy a szabad közemberek egyike volt a három fő történelmi kasztnak a madagaszkári Merina Királyságban, az andriana (nemesek) és az andevo (rabszolgák) mellett. A hova kifejezés eredetileg egy madagaszkári klán tagjaira vonatkozott (valószínűleg a zafiraminia népre), amely a 15. század körül a sziget délkeleti partjairól vándorolt be a középső hegyvidékre, és magukba olvasztották Vazimba lakosságát. Andriamanelo (1540–1575) megszilárdította a hovák hatalmát, amikor az Antananarivo környéki hova főnökségeket egyesítette uralma alatt. A hova kifejezést a 20. századig használták, bár egyes külföldiek ezt a szót ankovának írták át, és a 19. század óta egyre gyakrabban használják.

Kotokeli, kedves hova fiú, Madagaszkár, 1911-1912

A 16. században és után rabszolgákat hoztak Madagaszkár különböző királyságaiba, és társadalmi rétegek alakultak ki a Merina Királyságban. A hova a szabad közemberség kasztjaként jelent meg a nemesi hierarchia alatt. Azok a hovák, akik a királlyal vér szerinti rokonságban állnak, az andriana címet viselik. Az új királyság társadalmi szerkezetét fia, Ralambo (1575–1612) határozta meg, aki az andrianákat négy rangra osztotta tovább. Ralambo volt az első, aki használta az Imerina kifejezést (a Merina földje), hogy leírják a földet, amit elfoglalt a hova nép, akik ezt követően fokozatosan átvették a 'Merina' identitását.
A merina társadalom harcosait és katonáit hagyományosan az andriana kasztból vagy a nemesek közül választották ki. Azonban a 19. században, amikor a merinák meghódították a többi királyságot, és a sziget nagy részét uralták, sokkal nagyobb hadseregre volt szükségük, így a katonák közé betették a hova kasztot is. A hova kaszt hagyományos foglalkozása a rizs- és termőföldek tulajdonosként való kezelése és kereskedelme volt. A tanyákon végzett munka és egyéb szolgaság az andevo (rabszolga) kaszt, más néven mainty foglalkozása volt, akiktől megfosztották a földtulajdon jogát.  Egy hova személy rabszolgasorba kerülhetett bűncselekményekért vagy késedelmes adósság miatt, ilyen esetekben zaza-hovaként emlegették őket.
Az andriana, a hova és az andevo réteg endogám volt a merina társadalomban. William Ellis 1838-as emlékirata szerint a madagaszkári társadalomban egy hovának megtiltották, hogy nemeshez vagy rabszolgához, valamint zaza-hovához menjen férjhez. A kivétel, mondta Ellis, a hajadon királynő, aki bármely rétegből bárkit elvehetett, beleértve a hovákat is, és gyermekeit királyinak tekintették.

## Fordítás
Ez a szócikk részben vagy egészben  a   Hova (Madagascar) című angol Wikipédia-szócikk ezen változatának fordításán alapul.  Az eredeti cikk szerkesztőit annak laptörténete sorolja fel. Ez a jelzés csupán a megfogalmazás eredetét és a szerzői jogokat jelzi, nem szolgál a cikkben szereplő információk forrásmegjelöléseként.